# Parótia-de-cauda-curta
A parótia-de-cauda-curta (Parotia lawesii), também conhecida como parótia-de-lawes, é uma espécie de ave passeriforme da família das aves-do-paraíso. É distribuída e endêmica das florestas montanhosas do sudeste e leste da Papua-Nova Guiné. Ocasionalmente, a parótia-oriental (P. helenae) é considerada uma subespécie de P. lawesii. Essa espécie é semelhante à parótia-de-vogelkop (P. sefilata). 
Como a maioria das aves-do-paraíso, as parótias-de-cauda-curta machos são polígamos. Os poucos ovos que foram estudados tinham cerca de 33 x 24 mm de tamanho, mas eram possivelmente espécimes pequenos. Alimenta-se principalmente de frutas, sementes e artrópodes. 
A espécie foi descoberta por Carl Hunstein em uma montanha perto do Porto Moresby em 1884. Seu nome homenageia o missionário pioneiro da Nova Guiné William George Lawes. 
Difundida e comum em toda a sua distribuição, a parótia-de-cauda-curta é avaliada como pouco preocupante na Lista Vermelha de Espécies Ameaçadas da IUCN. Está listada no Apêndice II da CITES.

## Descrição
O macho é preto aveludado com uma crista branca prateada na testa, nuca azul púrpura iridescente e plumas verde douradas no peito. As plumas do peito têm bárbulas em forma de V, criando microestruturas que refletem fortemente duas cores diferentes, azul-esverdeado brilhante e amarelo-alaranjado. Quando a ave se move, a plumagem muda bruscamente entre essas duas cores. Durante o cortejo, o macho faz sistematicamente pequenos movimentos para atrair as fêmeas.
É adornado com três fios ornamentais por trás de cada olho, e possui uma peculiar formação de penas pretas no flanco, que se abrem como uma saia no cortejo. A fêmea é castanha com a cabeça escura, marrom-amarelado barrado nas partes inferiores. A íris é colorida variando de azul a amarelo, mudando de acordo com o humor do indivíduo. Seu bico curto e tarsos são cinzas. O interior de sua boca é verde lima. 